# 滑藤
滑藤（学名：Absolmsia oligophylla）为萝藦科滑藤属下的一个种。